# Johann Friedrich Rebentisch
Johann Friedrich Rebentisch (27 de noviembre de 1772 - 1 de mayo de 1810) fue un botánico, micólogo, briólogo, y algólogo polaco, de origen germano.

## Algunas publicaciones

### Libros
- 1804. Prodromus Flora Neomarchicae, Secundum Systema Proprium Conscriptus atque Figuris XX Coloratis Adornatus, cum Praefatione C.L. Wildenow, in qua de Vegetabilium Cryptogamicorum Dispositione Tractatur. i-lxii, 406 pp. Berlín; Schüppel

## Honores

### Epónimos
- (Poaceae) Rebentischia Opiz[3]

- La abreviatura «Rebent.» se emplea para indicar a Johann Friedrich Rebentisch como autoridad en la descripción y clasificación científica de los vegetales.[4]